# Christoph Murer
Christoph Murer, także Christoph Maurer (ur. w lutym 1558 w Zurychu, zm. 27 marca 1614 w Winterthur) – szwajcarski malarz na szkle. Był także kartografem, ilustratorem książek, rytownikiem, rysownikiem, topografem i pisarzem. Malował również portrety oraz fasady domów. 
Był synem malarza na szkle Josa Murera (1530–1580), u którego rozpoczął praktykę w wieku 13 lat. Kształcił się też u Jörga Wannenwetscha w Bazylei, a następnie u Tobiasa Stimmera w Strasburgu. W 1586 roku powrócił do Zurychu i założył warsztat malarski (prac na szkle), gdzie pracował wraz z bratem Josiasem.